# Sakalua
Sakalua é um ilhéu do atol de Nukufetau, do país de Tuvalu. 